# Pentti Lumikangas
Pentti Ilmari Lumikangas, född 23 november 1926 i Kylmäkoski, död 6 september 2005, var en finländsk grafiker och tecknare. 
Lumikangas studerade vid Centralskolan för konstflit 1945–1947 och ställde ut första gången 1954. Han verkade tio år som reklamgrafiker och utförde bland annat bokomslag och layout för talrika publikationer. Han gjorde sig känd för sin metallgrafik och tuschteckningar; han rörde sig i sina svartvita bilder på gränsen mellan det föreställande och det abstrakta. I hans motiv återkommer de ödsliga och tid- och figurlösa arkitektoniska landskapen med sina ensliga byggnader, klassiska arkader och murar samt ofta även ensamma agaveväxter. Han representerade Finland på Venedigbiennalen 1972. Han tilldelades Pro Finlandia-medaljen 1971, utsågs till Årets konstnär vid Helsingfors festspel 1977 (han var den förste grafiker som erhållit denna hederstitel) och tilldelades professors titel 1988.